# Corixidae

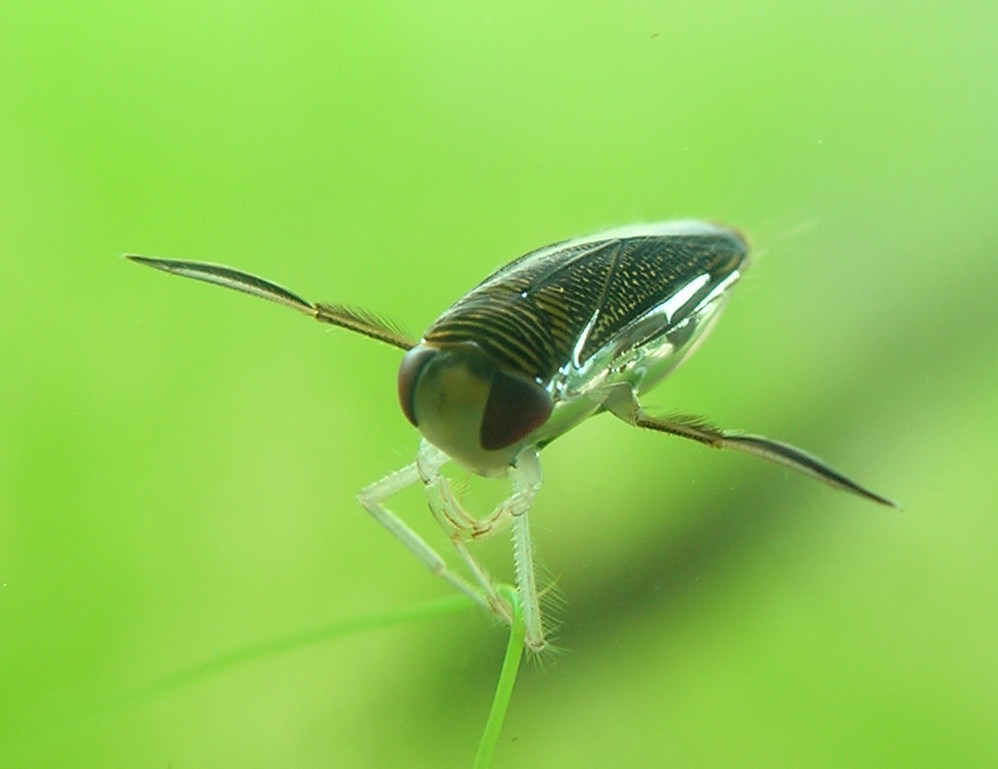
Corixa punctata

Los coríxidos (Corixidae) son una familia de insectos hemípteros del suborden de los heterópteros. Son acuáticos y viven en estanques y corrientes de agua lentas donde nadan cerca del fondo. Están distribuidos por todo el mundo. Hay unas 500 especies conocidas en 55 géneros incluyéndose, entre los más conocidos, Sigara. Algunas especies se denominan popularmente barqueros.
Generalmente tienen un cuerpo alargado y aplanado de hasta 13 mm de longitud, su cabeza es triangular. Las cuatro patas posteriores son grandes y tienen forma de remos. El primer par de patas es más pequeño. Algunas especies hacen sonidos a través de la estridulación.
Principalmente no son depredadores sino que se alimentan de plantas acuáticas y de algas. Inyectan enzimas en las plantas y absorben el material líquido. Unas pocas especies se alimentan de pequeños invertebrados como larvas de Nematocera.
Algunas especies son depredadas por anfibios como Taricha granulosa.
El ciclo vital es anual. Depositan huevos en vegetación sumergida o rocas. A veces todo el sustrato disponible está cubierto de huevos.

## Géneros
Esta familia contiene los siguientes géneros:
- Acromocoris Bode, 1953 g
- Agraptocorixa Kirkaldy, 1898 g
- Archaecorixa Popov, 1968 g
- Arctocorisa Wallengren, 1894 i c g b
- Bakharia Popov, 1988 g
- Bumbacorixa Popov, 1986 g
- Callicorixa White, 1873 i c g b
- Cenocorixa Hungerford, 1948 i c g b
- Centrocorisa Lundblad, 1928 i c g
- Corisella Lundblad, 1928 i c g b
- Corixa Geoffroy, 1762 i c g
- Corixalia Popov, 1986 g
- Corixonecta Popov, 1986 g
- Corixopsis Hong & Wang, 1990 g
- Cristocorixa Popov, 1986 g
- Cymatia Flor, 1860 i c g b
- Dasycorixa Hungerford, 1948 i c g b
- Diacorixa Popov, 1971 g
- Diapherinus Popov, 1966 g
- Diaprepocoris c g
- Ectemnostegella Lundblad, 1928 g
- Gazimuria Popov, 1971 g
- Glaenocorisa Thomson, 1869 i c g b
- Graptocorixa Hungerford, 1930 i c g b
- Haenbea Popov, 1988 g
- Heliocorisa Lundblad, 1928 g
- Hesperocorixa Kirkaldy, 1908 i c g b
- Liassocorixa Popov, Dolling & Whalley, 1994 g
- Linicorixa Lin, 1980 g
- Lufengnacta Lin, 1977 g
- Mesocorixa Hong & Wang, 1990 g
- Mesosigara Popov, 1971 g
- Micronecta Kirkaldy, 1897 g b
- Morphocorixa Jaczewski, 1931 i c g
- Neocorixa Hungerford, 1925 i c g
- Neosigara Lundblad, 1928 g
- Palmacorixa Abbott, 1912 i c g
- Palmocorixa b
- Paracorixa Stichel, 1955 g
- Parasigara Poisson, 1957 g
- Pseudocorixa Jaczewski, 1931 i c g
- Ramphocorixa Abbott, 1912 i c g b
- Ratiticorixa Lin, 1980 g
- Shelopuga Popov, 1988 g
- Siculicorixa Lin, 1980 g
- Sigara Fabricius, 1775 i c g b
- Sigaretta Popov, 1971 g
- Synaptonecta Lundblad, 1933 i c g b
- Tenagobia Bergroth, 1899 i c g
- Trichocorixa Kirkaldy, 1908 i c g b
- Velocorixa Popov, 1986 g
- Venacorixa Lin Qibin, 1986 g
- Vulcanicorixa Lin, 1980 g
- Xenocorixa Hungerford, 1947 g
- Yanliaocorixa Hong, 1983 g

Fuentes: i = ITIS, c = Catalogue of Life, g = GBIF, b = Bugguide.net